# Ла-Шапель-д’Анжийон (кантон)
Ла-Шапе́ль-д’Анжийо́н (фр. La Chapelle-d'Angillon) — кантон во Франции, находится в регионе Центр, департамент Шер. Входит в состав округа Вьерзон.
Код INSEE кантона — 1806. Всего в кантон Ла-Шапель-д’Анжийон входят 5 коммун, из них главной коммуной является Ла-Шапель-д’Анжийон.

## Коммуны кантона
| Коммуна             | Население, чел. (1999) | Почтовый индекс | Код INSEE |
| ------------------- | ---------------------- | --------------- | --------- |
| Ивуа-ле-Пре         | 857                    | 18380           | 18115     |
| Ла-Шапель-д’Анжийон | 667                    | 18380           | 18047     |
| Мери-э-Буа          | 616                    | 18380           | 18149     |
| Прели               | 228                    | 18380           | 18185     |
| Эннордр             | 249                    | 18380           | 18088     |

## Население
Население кантона на 1999 год составляло 2 617 человек.
| 1962  | 1968  | 1975  | 1982  | 1990  | 1999  | 2006 | 2007 |
| ----- | ----- | ----- | ----- | ----- | ----- | ---- | ---- |
| 2 939 | 3 314 | 2 916 | 3 162 | 2 599 | 2 617 | -    | -    |